# Fernand Bergmann
Fernand Bergmann (ur. 12 września 1904, zm. ?) – szwajcarski koszykarz, uczestnik Letnich Igrzysk Olimpijskich 1936.
Na igrzyskach w Berlinie reprezentował swój kraj w turnieju koszykówki. Wraz z kolegami zajął ex aequo 9. miejsce.